# Fernand Auberger
Pour les articles homonymes, voir Auberger.
Fernand Auberger, né le 7 mai 1900 à Rocles (Allier) et mort le 6 mars 1962, est un homme politique français. Il est maire de Bellerive-sur-Allier à partir de 1944, conseiller général de l'Allier pour le canton d'Escurolles à partir de 1945 et élu sénateur SFIO de l'Allier en 1959, trois fonctions qu'il occupe jusqu'à sa mort.

## Biographie
Fils d'ouvriers agricoles, Auguste Fernand Auberger entre à l'école normale d'instituteurs de Moulins en 1919 et occupe ensuite différents postes dans les écoles primaires de l'Allier, avant d'être nommé à Bellerive-sur-Allier, en 1929.  
Il adhère au SNI, le Syndicat national des instituteurs, dont il devient en 1932 conseiller syndical puis secrétaire de la section de l'Allier en 1939. De 1933 à 1940, il est également délégué de l'Union locale des syndicats ouvriers CGT de Vichy.
Il épouse en 1928 Alice Champagnat, une institutrice, née en 1908 à Saint-Pourçain-sur-Sioule et syndiquée comme lui au SNI et qui adhère à la SFIO en 1938.
Fernand Auberger milite à la Section française de l'Internationale ouvrière (SFIO). Il en devient le  secrétaire de l'Union des sections de l'arrondissement de Gannat en 1936. Il appartient alors à la gauche du Parti (la Gauche révolutionnaire de Marceau Pivert) et s'oppose aux leaders historiques locaux de la fédération de l’Allier, Marx Dormoy et Isidore Thivrier. Il est élu à la Commission administrative fédérale du parti (CAF) en juin 1938.
Il est favorable à une intervention dans la guerre d'Espagne en soutien aux républicains espagnols et accueillera pendant un an deux enfants espagnols.
Mobilisé au début de la Seconde Guerre mondiale, il est réformé provisoirement pour maladie. Il réunit en secret les responsables du SNI en septembre 1940. En 1941, le Journal officiel le mentionnait parmi les dignitaires de la franc-maçonnerie. Il est révoqué de l'enseignement et interné au camp de Mons dans le Puy-de-Dôme et à celui de Nexon en Haute-Vienne. Il fait partie des 140 syndicalistes relâchés au second semestre 1941 et il est alors assigné en résidence surveillée au Bleymard en Lozère.
Il est d'usage de dire qu'il entre dans la Résistance (réseau Alliance), bien que son activité donne lieu à des controverses,. En effet, peu après sa libération, il travaille pour le régime de Vichy mais informe des intentions des décideurs les opposants clandestins. Il est secrétaire de Georges Vernier, chargé de mission au ministère de l'Intérieur à Vichy (13 novembre 1941-17 avril 1942) dans le service de révision des dossiers des internés administratifs et toutes questions sociales. Selon un rapport des Renseignements généraux, il aurait été membre du cabinet du ministre Pierre Pucheu depuis février 1942. Selon un rapport du commissaire de police de Vichy datant du 7 juillet 1943, Fernand Auberger se tenait « à l’écart de toute activité politique », ne reniait pas « son activité passée » et protestait « énergiquement contre les accusations actuellement portées contre lui ». Le préfet se montre favorable à sa réintégration dans l'enseignement mais dans un autre département que l’Allier. Quelques mois plus tard, il est désigné comme correspondant provisoire dans l'Allier par le secrétaire général à la propagande universitaire auprès des instituteurs (choix auquel le préfet fit connaitre son opposition).
À la Libération, à l'été 1944, il est nommé maire provisoire de Bellerive-sur-Allier (commune qui fait face à Vichy, de l'autre côté de l'Allier), en remplacement du l'ancien député SFIO Paul Rives qui, devenu partisan de la Collaboration, avait suivi Déat en Allemagne. Il est élu maire lors des élections municipales de 1945, fonction qu'il occupera jusqu'à son décès.
Cette même année, il est élu au conseil général du département pour le canton d'Escurolles, mandat qu'il exercera également jusqu'à sa mort.
En 1959, il se répand dans le bulletin municipal bellerivois en violentes attaques antisémites contre son adversaire, le docteur Maurice Benhamou. L'élection municipale de mars 1959 est annulée par le tribunal administratif de Clermont-Ferrand, lequel est désavoué en 1963 par le Conseil d’État, plusieurs mois après le décès d'Auberger. Il est condamné pour diffamation et injures en juin 1959 par le tribunal de grande instance de Cusset. La Commission nationale des conflits de la SFIO ne le condamnera qu'à « un blâme ».
Alors qu'il revenait tout juste d'un voyage à la Martinique, il est frappé par une attaque cérébrale le 3 mars 1962 alors qu'il prononce un discours à une soirée organisée par la Société de gymnastique de Bellerive-sur-Allier. Évacué sur la clinique de Vichy, puis à l'hôpital de la ville le lendemain, il meurt quelques jours plus tard, le 6 mars à 61 ans, suivant les sources à Clermont-Ferrand, dans la commune voisine de Chamalières ou à Bellerive-sur-Allier.
Il est remplacé au Sénat par son suppléant, François Minard, et à la mairie de Bellerive par Pierre Corniou et par son épouse Alice Auberger, à l'occasion d'une élection partielle, au conseil général (aujourd'hui conseil départemental) de l'Allier,

## Détail des fonctions et des mandats
Mandat parlementaire
- 26 avril 1959 - 6 mars 1962 : sénateur de l'Allier, membre de la commission des Finances

Mandats locaux
- de 1944 à sa mort en 1962 : Maire de Bellerive-sur-Allier
- de 1945 à sa mort en 1962 : Conseiller général de l'Allier pour le canton d'Escurolles

## Hommages

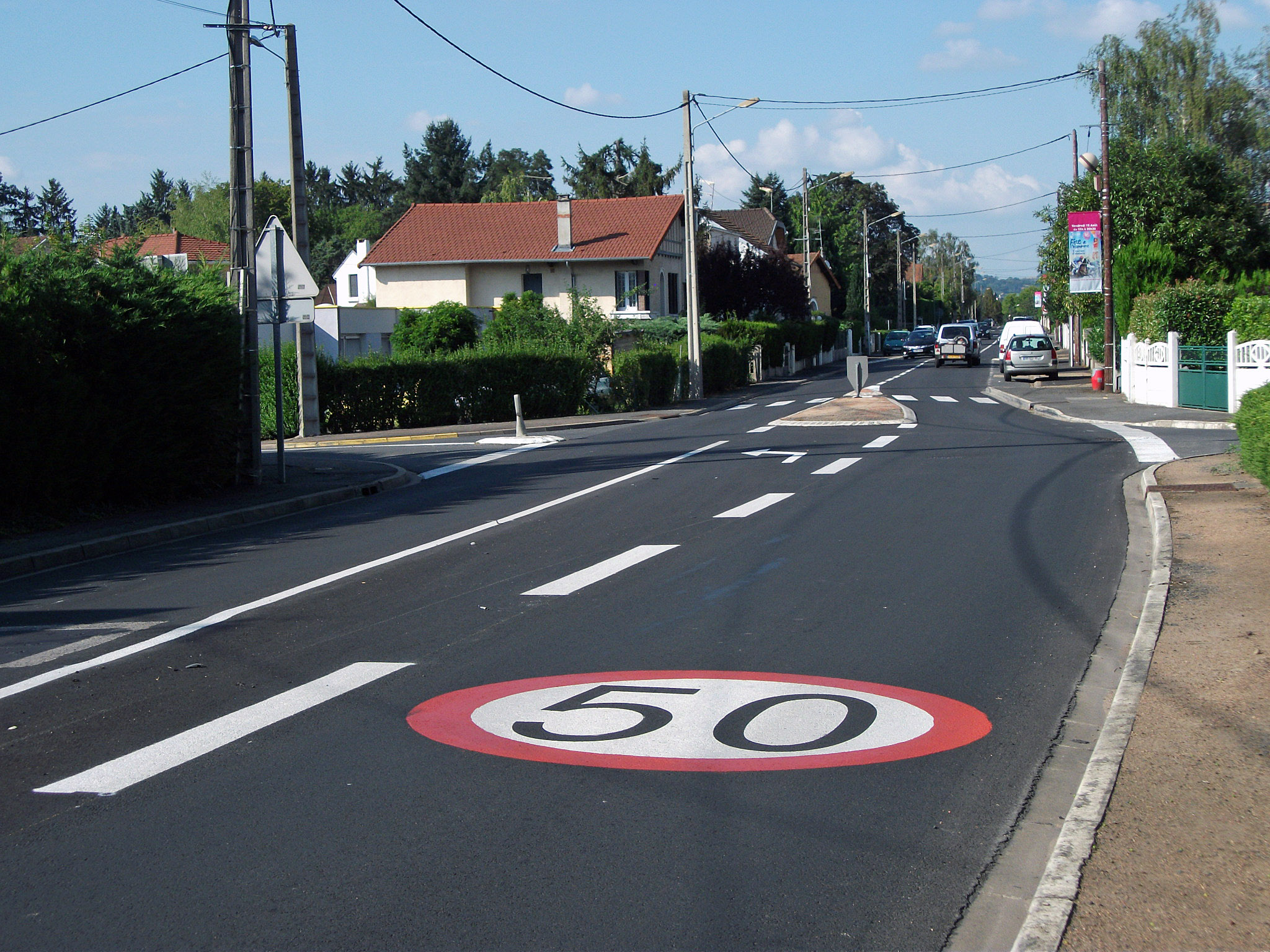
Avenue Fernand-Auberger à Bellerive-sur-Allier.

Deux voies publiques portent son nom dans le département de l'Allier : 
- une avenue à Bellerive-sur-Allier ;
- une rue à Vendat.

## Distinctions
- Croix du combattant volontaire de la Résistance[2]
- Commandeur de l'ordre du Mérite sportif‎
- Médaille d'honneur pour acte de courage et de dévouement, bronze
- Médaille de la Reconnaissance française, bronze